# Orobanche lycoctonii
Orobanche lycoctonii là loài thực vật có hoa thuộc họ Cỏ chổi. Loài này được Rhiner mô tả khoa học đầu tiên năm 1892.